# Historia Moniek

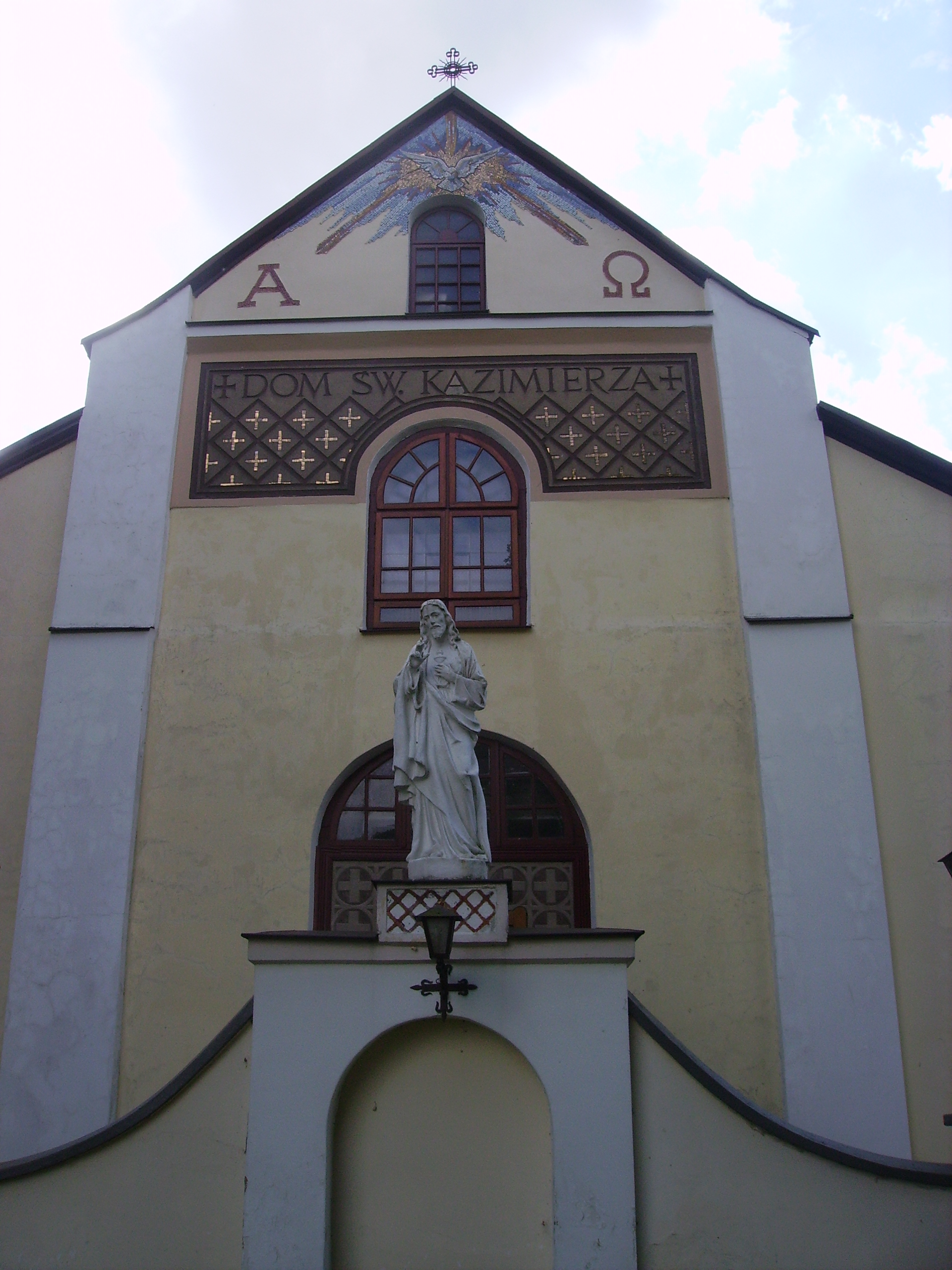
Kaplica św. Kazimierza

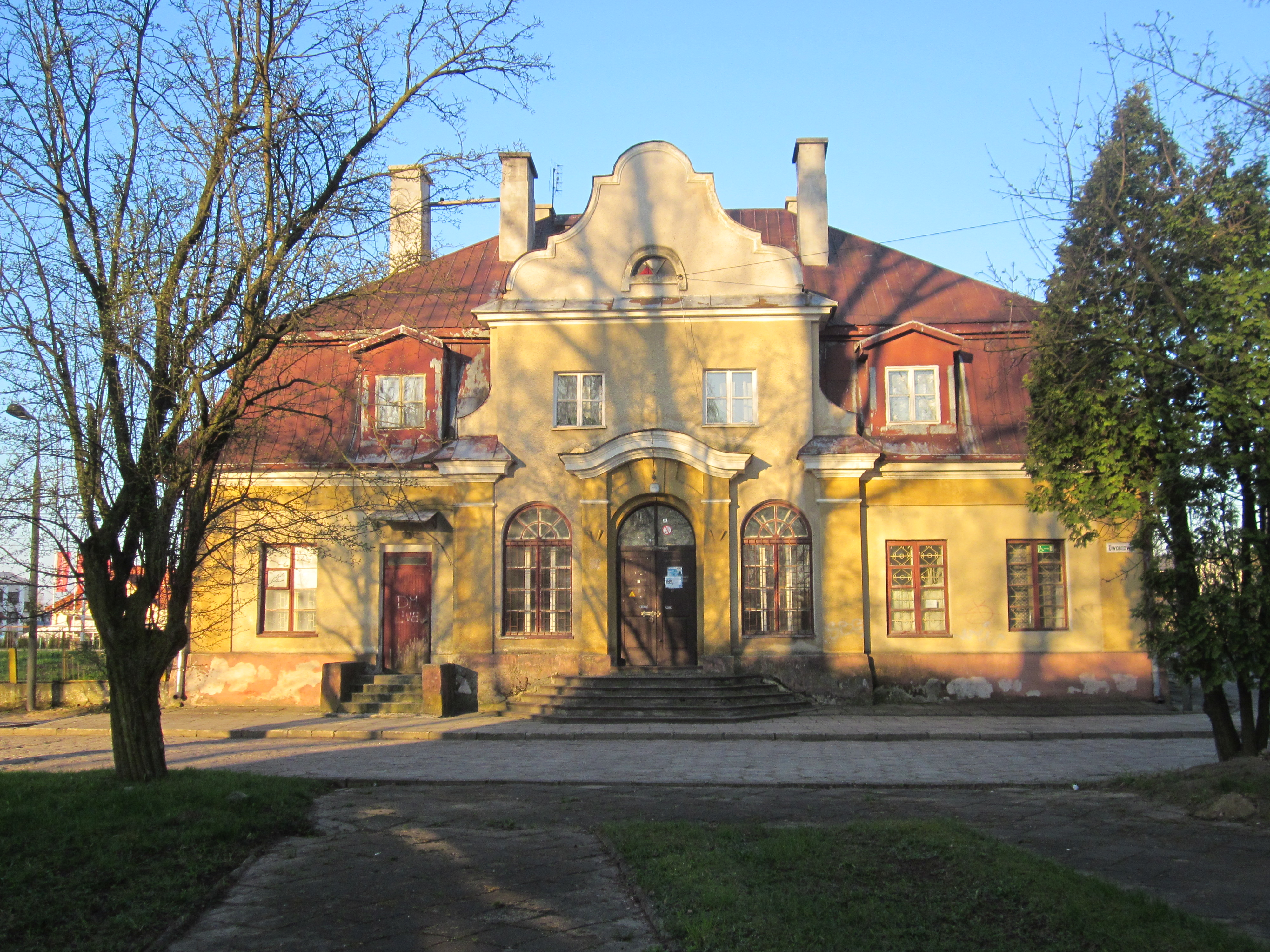
Dworzec kolejowy w Mońkach

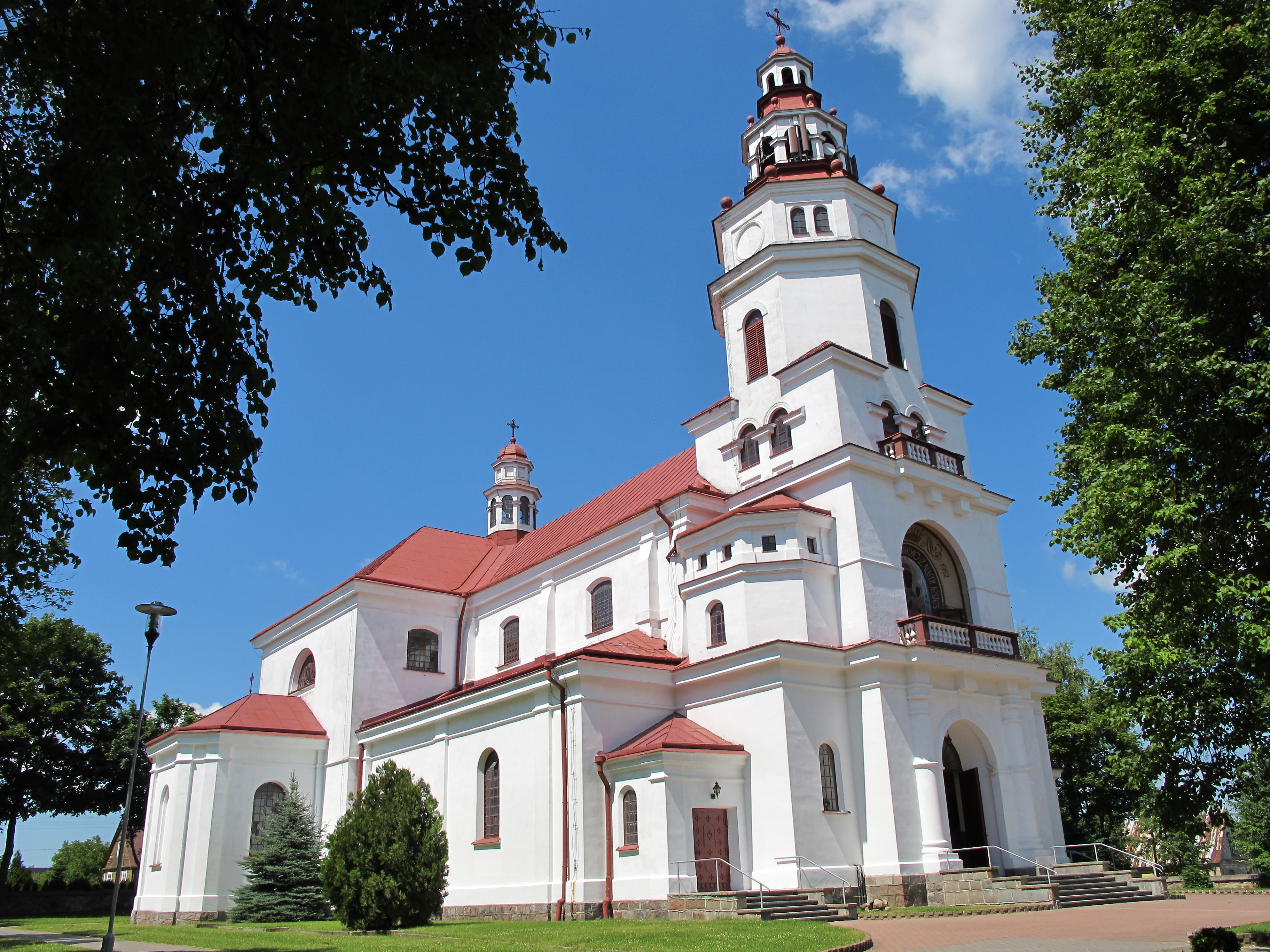
Kościół parafii pw. Matki Boskiej Częstochowskiej i Świętego Kazimierza

Mońki – miasto w północno-wschodniej Polsce, w województwie podlaskim, siedziba powiatu monieckiego i gminy Mońki, położone na Wysoczyźnie Białostockiej. Lokalny ośrodek usługowy i administracyjny, znany z emigracji jego mieszkańców do Stanów Zjednoczonych.

## Do końca I wojny światowej
Początek Moniek wiąże się z powstaniem gniazda rodu Mońków, pieczętujących się herbem Rawicz. Mieszkańcy wsi szlacheckiej o tej nazwie zaprzysięgli w 1569 r. wierność Koronie Polskiej i królowi polskiemu. Mońki znajdowały się w parafii goniądzkiej, w starostwie tykocińskim, w ziemi bielskiej województwa podlaskiego.
W okresie powstań narodowych część gruntów szlacheckich została skonfiskowana przez władze. Jak podaje Studniarek, po powstaniu styczniowym miejscowość miała zostać przeznaczona pod kolonizację chłopów rosyjskich – nie oznaczało to jednak wysiedlenia całej polskiej ludności. Nieruchomości na obszarze Moniek podlegały natomiast dalszym przekształceniom własnościowym.
W związku z budową linii kolejowej Odessa – Królewiec (a konkretnie odcinka określanego jako Kolej Brzesko-Grajewska), zdecydowano o umieszczeniu w pobliżu Moniek stacji kolejowej. W jej okolicy powstała niewielka osada (odrębna od samej wsi) oraz rozwijał się handel. Stacja kolejowa w Mońkach służyła również żołnierzom zakwaterowanym w koszarach carskich, położonych nieopodal pobliskich Hornostajów. Ponadto w 1895 r. oddano do użytku przebiegającą przez Mońki szosę Knyszyn – Osowiec.
Zabudowania Moniek nie zostały szczególnie dotknięte przez działania wojenne w czasie I wojny światowej (mimo intensywnych walk o pobliską twierdzę w Osowcu). W tym okresie rozpoczęły się starania o utworzenie parafii katolickiej.

## Do nadania statusu miasta

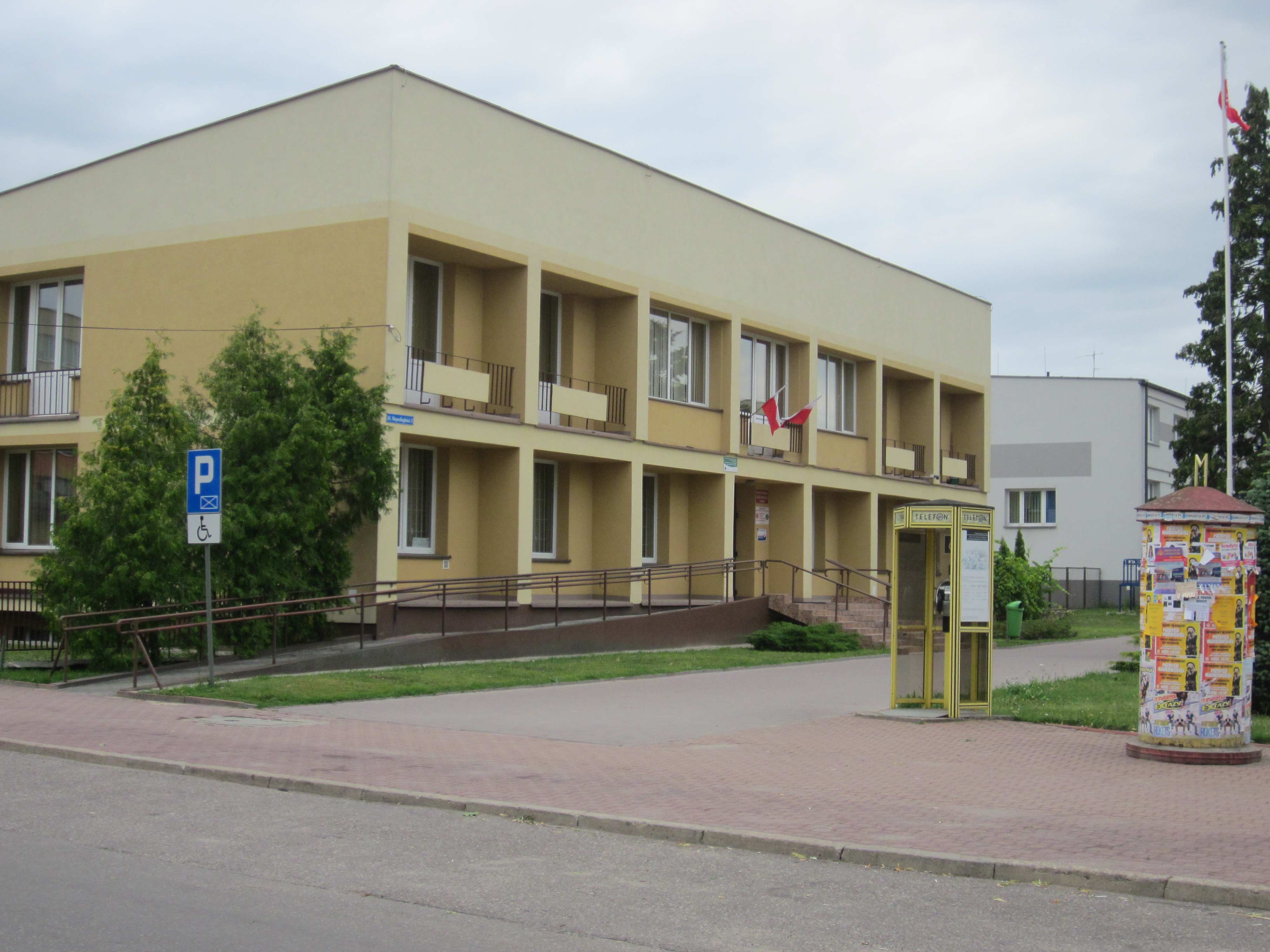
Dawny „dom partii”, obecnie jeden z budynków powiatu monieckiego

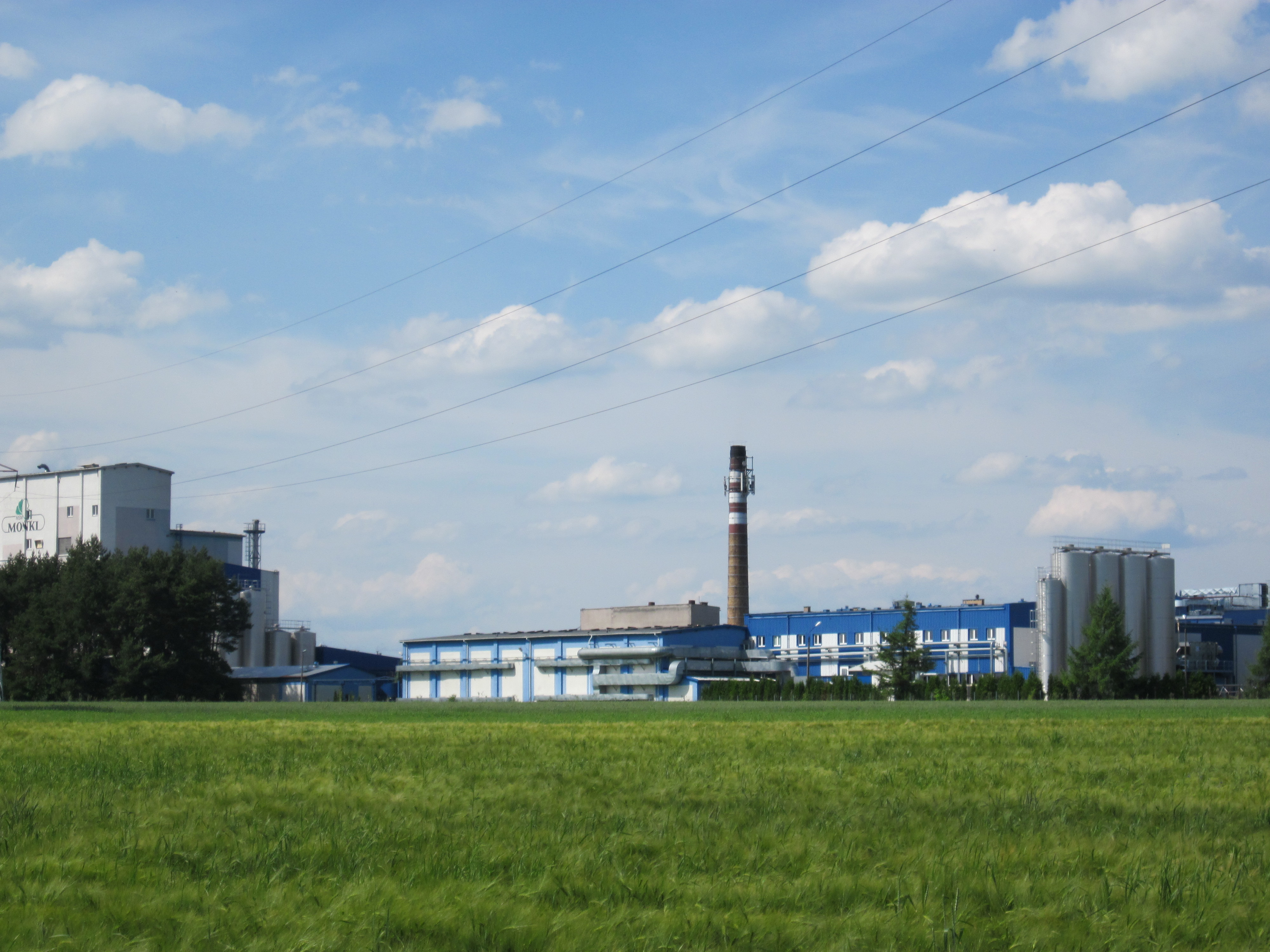
Moniecka Spółdzielnia Mleczarska

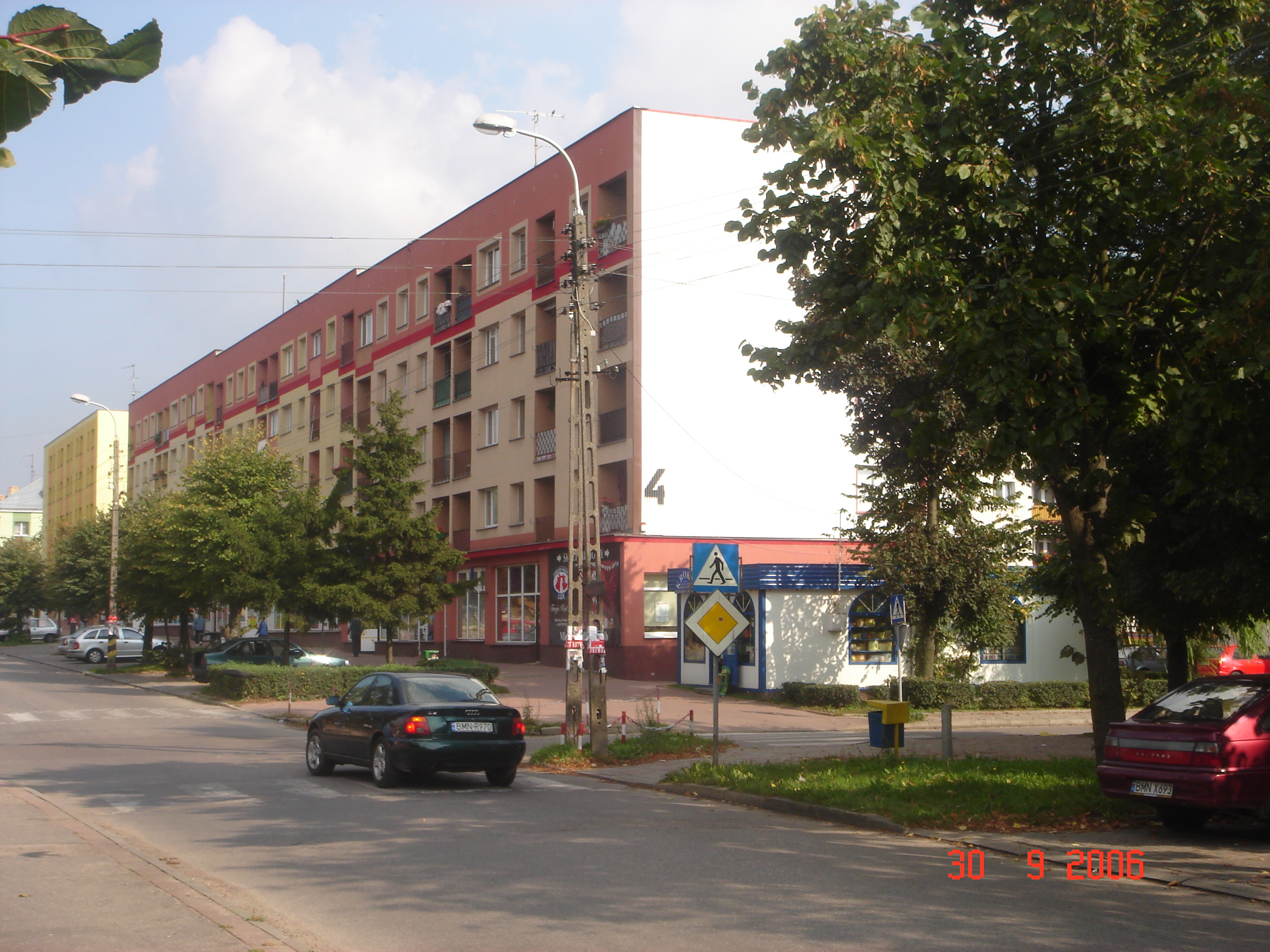
Centrum miasta

W 1919 r. powstał komitet parafialny (w którego miejsce powołano następnie Komitet Budowy Kościoła), który rozpoczął starania o budowę kościoła. Od 1919 r. Mońki znalazły się w gminie Kalinówka, w powiecie białostockim województwa białostockiego. Około 1920 r. (wskazuje się na 1920 lub 1923 r.) powstała parafia, której pierwszym proboszczem został ks. Mieczysław Małynicz-Malicki. Rozpoczęto budowę murowanej kaplicy oraz plebanii. W tym okresie powstała spółdzielnia rolniczo-handlowa. Zgodnie ze Skorowidzem miejscowości Rzeczypospolitej Polskiej istniały folwark, stacja i wieś o nazwach Mońki, zamieszkiwane łącznie przez 212 mieszkańców (w 35 budynkach mieszkalnych).
W okresie międzywojennym w Mońkach funkcjonowała szkoła powszechna. Pod koniec lat 20. powstał budynek dworca kolejowego. Kościół parafialny został wybudowany w 1931 r., a konsekrowany w 1935 r. Mońki zyskały – prócz przewozów kolejowych – połączenie autobusowe z innymi miejscowościami regionu. Powstawały sklepy, przedsiębiorstwa oraz lokale gastronomiczne, a ponadto założono Kasę Stefczyka. Istniała niewielka społeczność żydowska, biorąca udział w lokalnym życiu gospodarczym. Na kilka lat przed wojną uruchomiona została także niewielka mleczarnia. Wszystko to składało się na dość dynamiczny rozwój osady – pod koniec lat 30. wnioskowano o objęcie Moniek planem zagospodarowania, stwierdzając, że spontanicznie przekształcają się one w miasteczko.
Po wybuchu II wojny światowej i przekazaniem tych terenów na rzecz ZSRR, Mońki ustanowiono siedzibą rejonu (później przeniesionego do Knyszyna). Ze stacji kolejowej prowadzono przymusowe wywózki ludności polskiej. Po rozpoczęciu wojny niemiecko-sowieckiej lotnictwo niemieckkie zaatakowało miejscowość, a cofająca się Armia Czerwona ostrzelała kościół, dokonując pewnych zniszczeń. Pod okupacją niemiecką stacja kolejowa stała się punktem wywózek ludności żydowskiej. W okolicach Moniek działała partyzantka Batalionów Chłopskich, w której aktywnie działali Ignacy Gacki oraz Czesław Znosko. W lipcu 1944 wycofujące się wojska niemieckie wysadziły kościół, niszcząc go doszczętnie.
Po wojnie Mońki były tymczasową siedzibą gminy Goniądz. Powstał niewielki dom dla sierot oraz nowicjat Stowarzyszenia Pracownic Niepokalanej założony przez Mariannę Olechno, którego członkinie przyłączyły się później do terezjanek. Próby odbudowy kościoła zostały na kilka lat zablokowane (pozwolenie wydano dopiero 1957 r.; świątynię odbudowywano na starym projekcie do 1960 r.). W kwietniu 1954 r. w Mońkach ulokowano siedzibę powiatowej rady narodowej nowo tworzonego powiatu monieckiego, zaś w październiku tego samego roku wieś Mońki stała się siedzibą gromadzkiej rady narodowej (następnie przeniesionej do osady Mońki). Zmiany administracyjne stały się impulsem do szybkiego rozwoju gospodarczego i demograficznego miejscowości. Jednym z przewodniczących Prezydium Powiatowej Rady Narodowej był Czesław Gartych, którego aktywna działalność przyczyniła się do rozbudowy Moniek i ich okolic. Powstały urzędy (w tym siedziba Powiatowego Urzędu Bezpieczeństwa Publicznego), instytucje kulturalne oraz przedsiębiorstwa, szpital i nowy budynek szkoły podstawowej, a także utwardzano drogi, instalowano kanalizację i stawiano pierwsze bloki. Zbudowano stadion oraz założono klub sportowy Promień Mońki. W 1964 r. powstało liceum ogólnokształcące. Natomiast 1 stycznia 1965 r. Mońki otrzymały status miasta.

## Okres późniejszy
Rozwój miasta skutkował m.in. wyróżnieniem w konkursie „Mistrz Gospodarności”. W 1972 r. powstała Moniecka Spółdzielnia Mleczarska, która przez następne kilkadziesiąt lat wywierała znaczący wpływ na gospodarkę miasta i okolicznych miejscowości. Wraz z kolejną reformą administracyjną zlikwidowano powiat moniecki. Miejscowość i okolice stały się ośrodkiem intensywnej emigracji, w szczególności do USA. Na początku lat 80. w Mońkach utworzono struktury „Solidarności”, które po zapaści związanej z wprowadzeniem stanu wojennego odtwarzane były pod koniec dekady. W latach 80. rozpoczął funkcjonowanie zakład zamiejscowy Fabryki Półprzewodników TEWA w Warszawie, działający w ramach Unitra CEMI.
W 1990 r. Mońki stały się siedzibą gminy samorządowej, a następnie rządowego rejonu. Z jednej strony nie doszło do zatrzymania emigracji (do czego przyczynił się m.in. upadek zakładu UNITRA) z drugiej jednak następował przyrost rejestrowanej liczby mieszkańców. W 1997 r. erygowano drugą parafię, której kościół powstał w 2003 r. Po reformie samorządowej ponownie utworzono powiat moniecki.
Od początku XXI w. następuje spadek liczby mieszkańców. Dzięki inwestycjom ze środków samorządowych, państwowych i unijnych doszło do unowocześnienia infrastruktury na terenie miasta (w tym podłączenia do stacji regazyfikacyjnej). Zgodnie z planami przez Mońki mają przebiegać szlak Rail Baltica oraz droga ekspresowa S16.